# Líber Troitiño
Líber Troitiño war ein uruguayischer Politiker und Rechtsanwalt.
Troitiño war der Sohn Adrián Troitiños, des Gründers der Gewerkschaft der Zeitungsverkäufer in Uruguay. Er gehörte der Partido Socialista del Uruguay an und saß als Abgeordneter für das Departamento Montevideo in den Legislaturperioden 31 bis 33 vom 15. Februar 1932 bis zum 31. März 1933 und vom 7. Juni 1934 bis zum 21. Februar 1942 in der Cámara de Representantes.